# Oberleitungsbus Nancy
| Spurgeführter TVR-Wagen 22 in der Rue Saint-Georges im Zentrum von Nancy (2005) |            |                                                          |                                                          |
| Streckenlänge: | 11,1 km    |                                                          |                                                          |
| Stromsystem: | 750 Volt = |                                                          |                                                          |
| Maximale Neigung: | 130 ‰      |                                                          |                                                          |
| Streckengeschwindigkeit: | 70 km/h    |                                                          |                                                          |
| |            |                                                          |                                                          |
| \| \| \| Vandœuvre CHU Brabois (P&R) Spurführung Endschleife \| \| \| \| Forêt de Haye \| \| \| \| Faisanderie \| \| \| \| Doyen Roubault \| \| \| \| Saint André \| \| \| \| Le Reclus \| \| \| \| Callot Beginn der Spurführung \| \| \| \| Vélodrome \| \| \| \| Vandœuvre-lès-Nancy / Nancy \| \| \| \| Montet Octroi \| \| \| \| Blandan \| \| \| \| Exelmans \| \| \| \| Jean Jaurès \| \| \| \| Garenne (Bd Jean Jaurès – Tram 1) \| \| \| \| Mon Désert \| \| \| \| Kennedy \| \| \| \| Nancy Gare \| \| \| \| Maginot \| \| \| \| Point Central \| \| \| \| Cathédrale \| \| \| \| Division de Fer \| \| \| \| Saint Georges \| \| \| \| Abzweig (Bauvorleistung) \| \| \| \| Cristalleries \| \| \| \| Nancy / Saint-Max \| \| \| \| Gérard Barrois – Stade Marcel-Picot Ende der Spurführung \| \| \| \| Saint Livier \| \| \| \| Carnot \| \| \| \| Saint-Max / Essey-lès-Nancy \| \| \| \| Briand \| \| \| \| Essey Roosevelt Beginn der Spurführung stadtauswärts \| \| \| \| Essey Mouzimpré Spurführung Endschleife \| |            |                                                          |                                                          |
| U-Bahn-Haltepunkt / Haltestelle Streckenanfang |            | Vandœuvre CHU Brabois (P&R) Spurführung Endschleife      | Vandœuvre CHU Brabois (P&R) Spurführung Endschleife      |
| U-Bahn-Haltepunkt / Haltestelle |            | Forêt de Haye                                            | Forêt de Haye                                            |
| U-Bahn-Haltepunkt / Haltestelle |            | Faisanderie                                              | Faisanderie                                              |
| U-Bahn-Haltepunkt / Haltestelle |            | Doyen Roubault                                           | Doyen Roubault                                           |
| U-Bahn-Haltepunkt / Haltestelle |            | Saint André                                              | Saint André                                              |
| U-Bahn-Haltepunkt / Haltestelle |            | Le Reclus                                                | Le Reclus                                                |
| U-Bahn-Haltepunkt / Haltestelle |            | Callot Beginn der Spurführung                            | Callot Beginn der Spurführung                            |
| U-Bahn-Haltepunkt / Haltestelle |            | Vélodrome                                                | Vélodrome                                                |
| U-Bahn-Grenze |            | Vandœuvre-lès-Nancy / Nancy                              | Vandœuvre-lès-Nancy / Nancy                              |
| U-Bahn-Haltepunkt / Haltestelle |            | Montet Octroi                                            | Montet Octroi                                            |
| U-Bahn-Haltepunkt / Haltestelle |            | Blandan                                                  | Blandan                                                  |
| U-Bahn-Haltepunkt / Haltestelle |            | Exelmans                                                 | Exelmans                                                 |
| U-Bahn-Haltepunkt / Haltestelle |            | Jean Jaurès                                              | Jean Jaurès                                              |
| U-Bahn-Haltepunkt / Haltestelle |            | Garenne (Bd Jean Jaurès – Tram 1)                        | Garenne (Bd Jean Jaurès – Tram 1)                        |
| U-Bahn-Haltepunkt / Haltestelle |            | Mon Désert                                               | Mon Désert                                               |
| U-Bahn-Haltepunkt / Haltestelle |            | Kennedy                                                  | Kennedy                                                  |
| U-Bahn-Haltepunkt / Haltestelle |            | Nancy Gare                                               | Nancy Gare                                               |
| U-Bahn-Haltepunkt / Haltestelle |            | Maginot                                                  | Maginot                                                  |
| U-Bahn-Haltepunkt / Haltestelle |            | Point Central                                            | Point Central                                            |
| U-Bahn-Haltepunkt / Haltestelle |            | Cathédrale                                               | Cathédrale                                               |
| U-Bahn-Haltepunkt / Haltestelle |            | Division de Fer                                          | Division de Fer                                          |
| U-Bahn-Haltepunkt / Haltestelle |            | Saint Georges                                            | Saint Georges                                            |
| U-Bahn-Abzweig geradeaus, nach rechts und von rechts |            | Abzweig (Bauvorleistung)                                 | Abzweig (Bauvorleistung)                                 |
| U-Bahn-Haltepunkt / Haltestelle |            | Cristalleries                                            | Cristalleries                                            |
| U-Bahn-Grenze |            | Nancy / Saint-Max                                        | Nancy / Saint-Max                                        |
| U-Bahn-Haltepunkt / Haltestelle |            | Gérard Barrois – Stade Marcel-Picot Ende der Spurführung | Gérard Barrois – Stade Marcel-Picot Ende der Spurführung |
| U-Bahn-Haltepunkt / Haltestelle |            | Saint Livier                                             | Saint Livier                                             |
| U-Bahn-Haltepunkt / Haltestelle |            | Carnot                                                   | Carnot                                                   |
| U-Bahn-Grenze |            | Saint-Max / Essey-lès-Nancy                              | Saint-Max / Essey-lès-Nancy                              |
| U-Bahn-Haltepunkt / Haltestelle |            | Briand                                                   | Briand                                                   |
| U-Bahn-Haltepunkt / Haltestelle |            | Essey Roosevelt Beginn der Spurführung stadtauswärts     | Essey Roosevelt Beginn der Spurführung stadtauswärts     |
| U-Bahn-Haltepunkt / Haltestelle Streckenende |            | Essey Mouzimpré Spurführung Endschleife                  | Essey Mouzimpré Spurführung Endschleife                  |

Der Oberleitungsbus Nancy ist ein seit 1982 bestehender, von 2001 bis 2023 teilweise spurgeführter, Oberleitungsbus-Betrieb in der französischen Stadt Nancy und den drei Nachbargemeinden Essey-lès-Nancy, Saint-Max und Vandœuvre-lès-Nancy. Der spurgeführte Betrieb wurde am 12. März 2023 eingestellt. Am 5. April 2025 wurde das System mit Doppelgelenk-Duo-Bussen mit teilweise geänderter Streckenführung wiedereröffnet. Es existieren noch drei Oberleitungsabschnitte, das Stadtzentrum wird im Batteriebetrieb befahren.
Zuständiges Verkehrsunternehmen ist die Gesellschaft Service de transport de l’agglomération nancéienne (STAN), die im Großraum Nancy zahlreiche Omnibuslinien betreibt. Das System wurde im Jahr 2001 auf abschnittsweise spurgeführten Betrieb umgestellt und dieser als „Tramway de Nancy“ bezeichnet. Die einzige verbliebene, spurgeführte Linie war die T1, die als Durchmesserlinie von Essey im Nordosten nach Vandœuvre im Südwesten der Stadt verlief. Sie hatte eine Länge von 11,1 km und wurde an Wochentagen im Fünf-Minuten-Takt bedient. Insgesamt wurden 28 Stationen angefahren, der mittlere Haltestellenabstand betrug 411 Meter. 2005 wurden 5,8 Millionen Fahrgäste befördert.

## Geschichte

### Duo-Bus

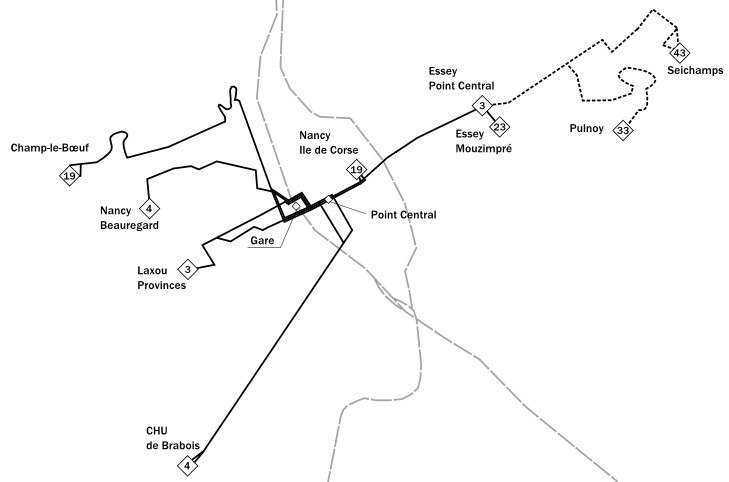
Netz des Jahres 1983

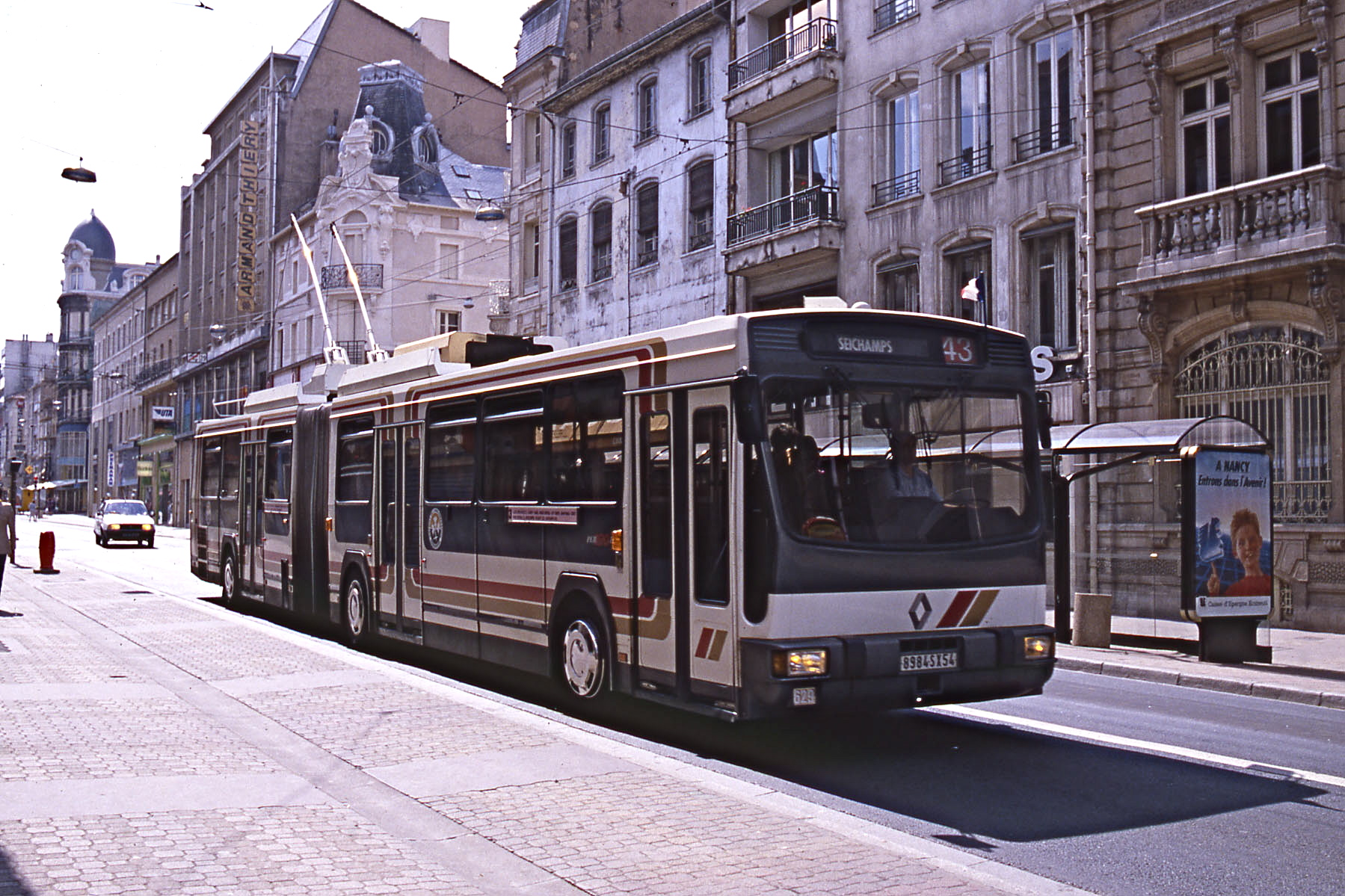
Duo-Bus des Typs Renault PER 180 H im Jahr 1986 in der Rue Saint-Georges, hier verkehrte später der TVR

Die Straßenbahn Nancy war am 2. Dezember 1958 stillgelegt worden. Angesichts der Zunahme des Individualverkehrs wurde Ende der 1970er Jahre die Wiedereinführung der Straßenbahn nach dem Beispiel von Nantes erwogen, jedoch aus Gründen einer unsicheren Perspektive über den Abschreibungszeitraum von 30 Jahren hinweg verworfen. Ein Oberleitungsbusnetz, abgeschrieben in nur 18 Jahren, erschien wesentlich günstiger.
Am 28. März 1980 fasste das Stadtparlament den Beschluss, ein Oberleitungsbusnetz einzurichten. In einer ersten Stufe sollten innerhalb von drei Jahren drei Linien mit 35 km Länge entstehen, bis 1990 sollte das Netz um vier Linien erweitert werden. Zu diesem Zeitpunkt sollte der Fahrzeugbestand von zunächst 48 Gelenktrolleybussen auf 85 Einheiten ansteigen. Schon früh im Planungsstadium legte man Wert auf eine Lösung mit Fahrzeugen, die nicht an eine Fahrleitung gebunden sind. Elektrisch sollte anfangs nur dort gefahren werden, wo ein umweltfreundlicher Betrieb erwünscht wurde oder starke Steigungen vorhanden waren. Zudem sollte dies die Nutzung von Umleitungen und einen etappenweisen Ausbau des Fahrleitungsnetzes möglich machen.
Auf dem ersten Fahrleitungsabschnitt zwischen den Stationen Godefroy de Bouillon und Champ Le Boeuf, einer Teilstrecke der zukünftigen Linie 19, wurde am 12. Oktober 1981 der Strom eingeschaltet. Am 20. Oktober begannen erste Probefahrten mit dem Prototyp 001 der Gelenk-Duo-Busse des Typs PER 180. Im Mai 1982 wurden von Renault die ersten, mit einem leistungsfähigen Turbo-Diesel-Hilfsantrieb ausgestatteten Serienfahrzeuge PER 180 H (eine Weiterentwicklung des PR100) ausgeliefert, im September war die Fahrleitungsanlage der ersten drei Linien fertiggestellt. Auf den Innenstadtstecken wurde teilweise eine einfache, starre Aufhängung verwendet, auf den Außenstrecken wurde die Anlage nach dem Kummler+Matter-Schrägpendelsystem aufgebaut.
Der reguläre Betrieb begann am 27. September 1982, die vollständige Umstellung der 18 Kilometer langen Linie 19 (heute Nordabschnitt der Linie 2/BHNS) von Champ Le Boeuf im Vorort Laxou nach Ile de Corse im Stadtzentrum auf Duo-Bus-Betrieb fand schließlich zum 25. November desselben Jahres statt. Es folgte die Inbetriebnahme der 21 Kilometer langen Linie 4 (Nordast heute teilweise Linie 5, Südast heute weitgehend Linie T1) von Vandœuvre CHU Brabois nach Beauregard am 20. Dezember 1982 und schließlich 1983 die 14 Kilometer lange Linie 3 von Laxou Provinces nach Essey-lès-Nancy (Westast heute Teil der Linie 3, Ostast heute Linie T1). Der Duo-Bus-Betrieb wurde am 1. August 1999 wegen der bevorstehenden Umstellung auf spurgeführten Betrieb eingestellt, ein Teil der Fahrzeuge wurde im reinen Dieselmodus zunächst weiterhin genutzt.

### Umstellung auf spurgeführten Betrieb

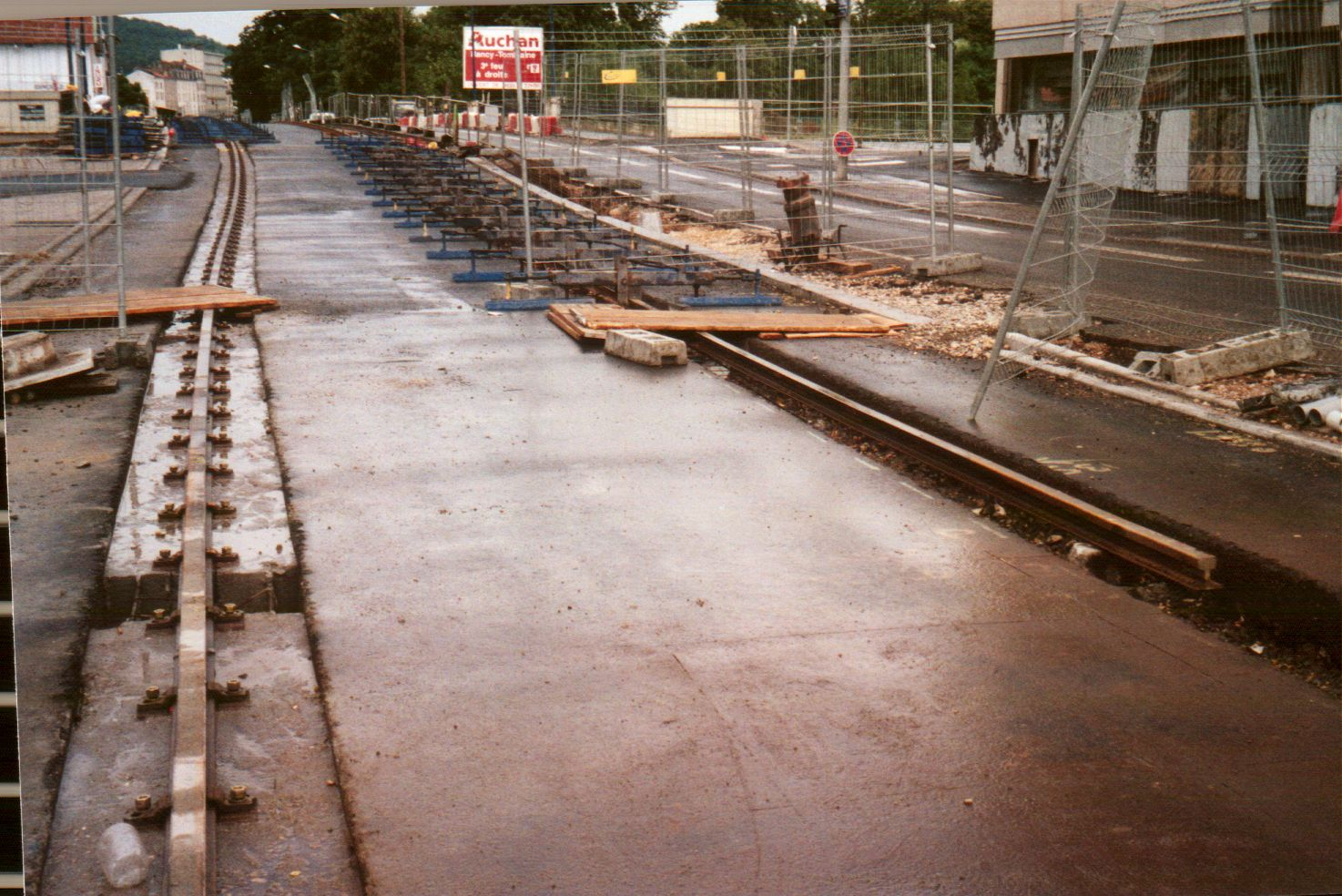
Spurführung im Bau

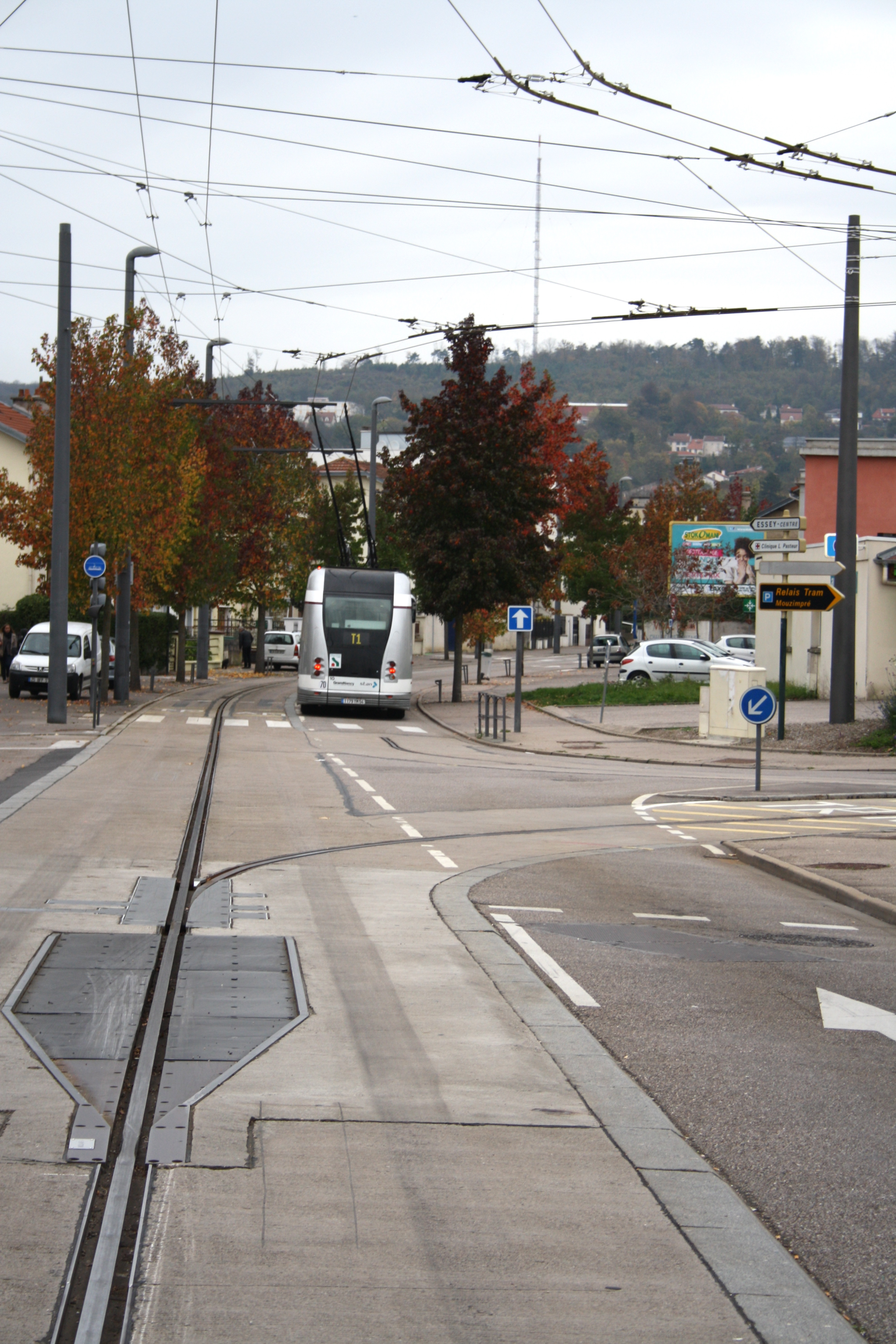
Zwischeneinfädelstelle, Weiche, Leitschienenende und Rückansicht eines TVR an der Endschleife Essey Mouzimpré

Am 8. Dezember 2000 wurde das neue System eingeweiht, die offizielle Wiederinbetriebnahme des Oberleitungsbusses Nancy sollte am 2. Januar 2001 erfolgen. Aufgrund technischer Probleme wurde die Aufnahme des Fahrgastverkehrs jedoch auf den 11. Februar 2001 verschoben. Nur die Abschnitte von Vandœuvre CHU Brabois bis Jean Jaurès und Nancy Gare bis Essey Mouzimpré wurden beibehalten. Das übrige Netz wird mit Diesel- und Erdgasbussen betrieben, die Fahrleitungen sind teilweise aber noch vorhanden.
Die Fahrzeuge des Typs TVR von Bombardier stellten eine Mischung aus Oberleitungsbus und Straßenbahn dar. Weltweit war das System nur in Nancy sowie in abgewandelter Form mit einpoliger Oberleitung bis 2017 auch in Caen im Einsatz. Gefahren wurde auf herkömmlichen Gummirädern. Die Spurführung erfolgte auf rund drei Fünfteln der Strecke über eine mittig angeordnete Leitschiene, ansonsten unabhängig im Straßenraum.
Das System TVR mit zweipoliger Oberleitung wurde einer konventionellen Straßenbahn aus mehreren Gründen vorgezogen:
- Ein Teil der bestehenden Infrastruktur für die O-Busse (Abschnitte der Linien 3 und 4) konnte weiter genutzt werden.
- Ein Mischbetrieb zwischen konventionellen O-Bussen und TVR wäre möglich gewesen.
- Aufgrund der höheren Reibung erschien ein gummibereiftes Fahrzeug für die Steilstrecke zwischen Callot und Vandœuvre CHU Brabois (bis 13 Prozent) geeigneter als eine Straßenbahn.
- In den östlichen Vororten Saint-Max und Essey-lès-Nancy waren separate Trassen nicht erwünscht.
- Das System erschien preiswerter als eine Straßenbahn.
- Nancy wurde mit der ersten kommerziellen Einführung eines Tramway sur pneumatiques zum Pionier einer neuen Technologie.

Die Spurführung war auf den zentralen Bereich, die beiden Wendeschleifen an den Endstellen und – nur stadtauswärts – einen kurzen Abschnitt in Essey beschränkt. An den Anfängen der Leitschienen, aber auch in deren Verlauf, befanden sich Einfädelstellen, an denen die Führungsrollen bei kurzzeitig stehendem Fahrzeug herabgelassen wurden (dropage). Auch das Einziehen der Rollen (dédropage) geschah während eines kurzen Halts außerhalb der Haltestellen.

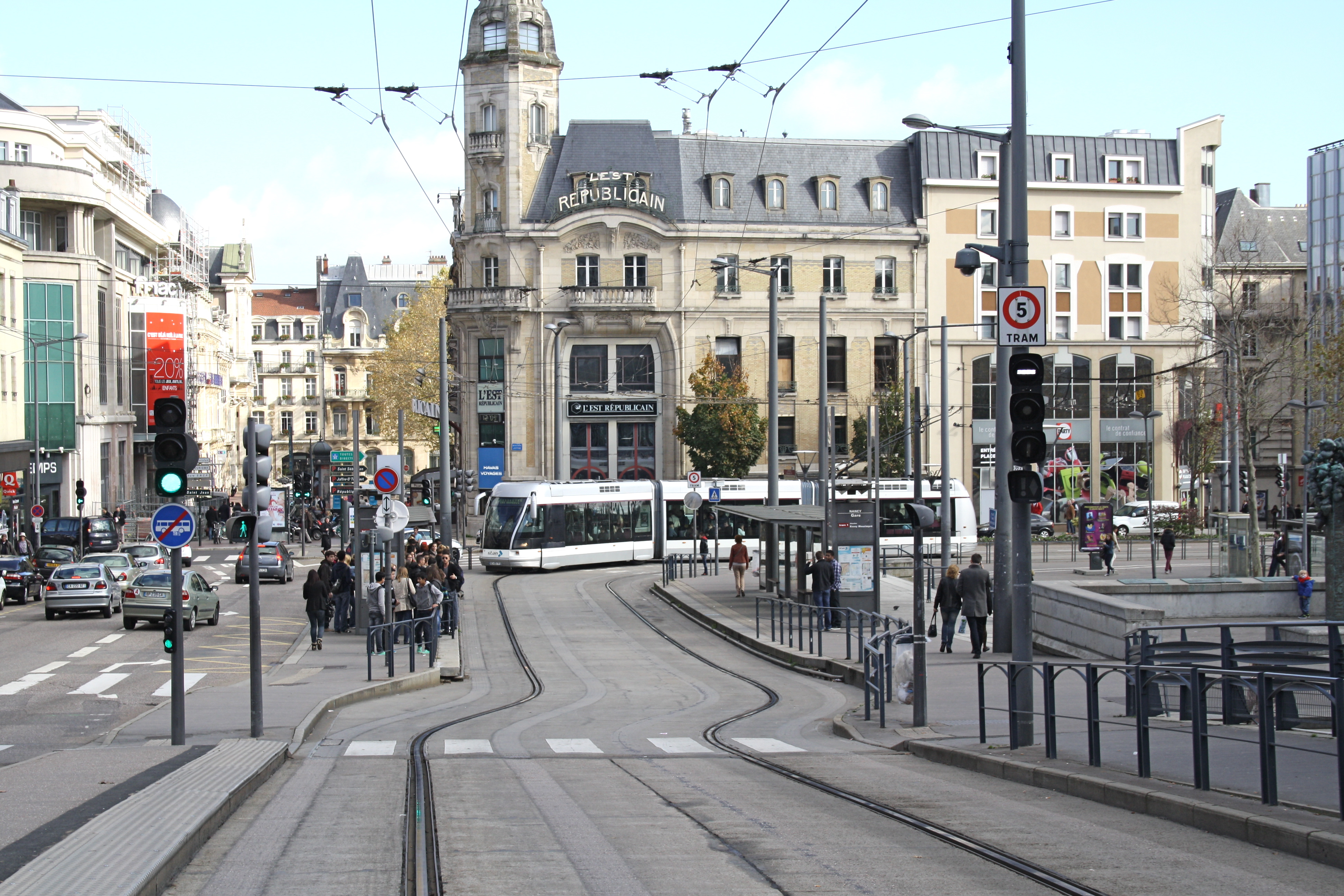
Gewundene Streckenführung am Bahnhof mit Geschwindigkeitsbegrenzung auf 5 km/h

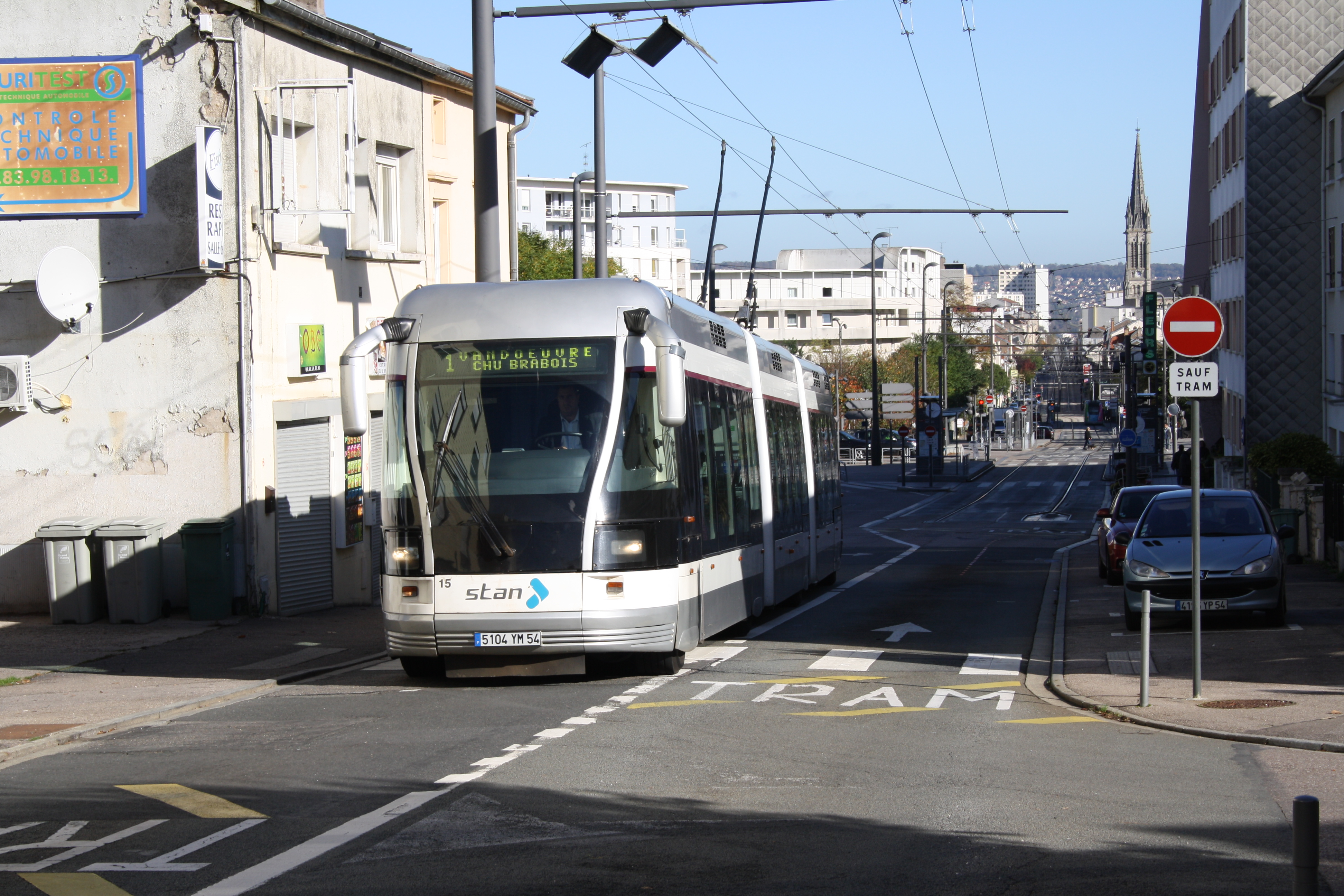
TVR ohne Leitschiene am Fuß der Steilstrecke in Vandœuvre-lès-Nancy, im Hintergrund der Beginn der Spurführung

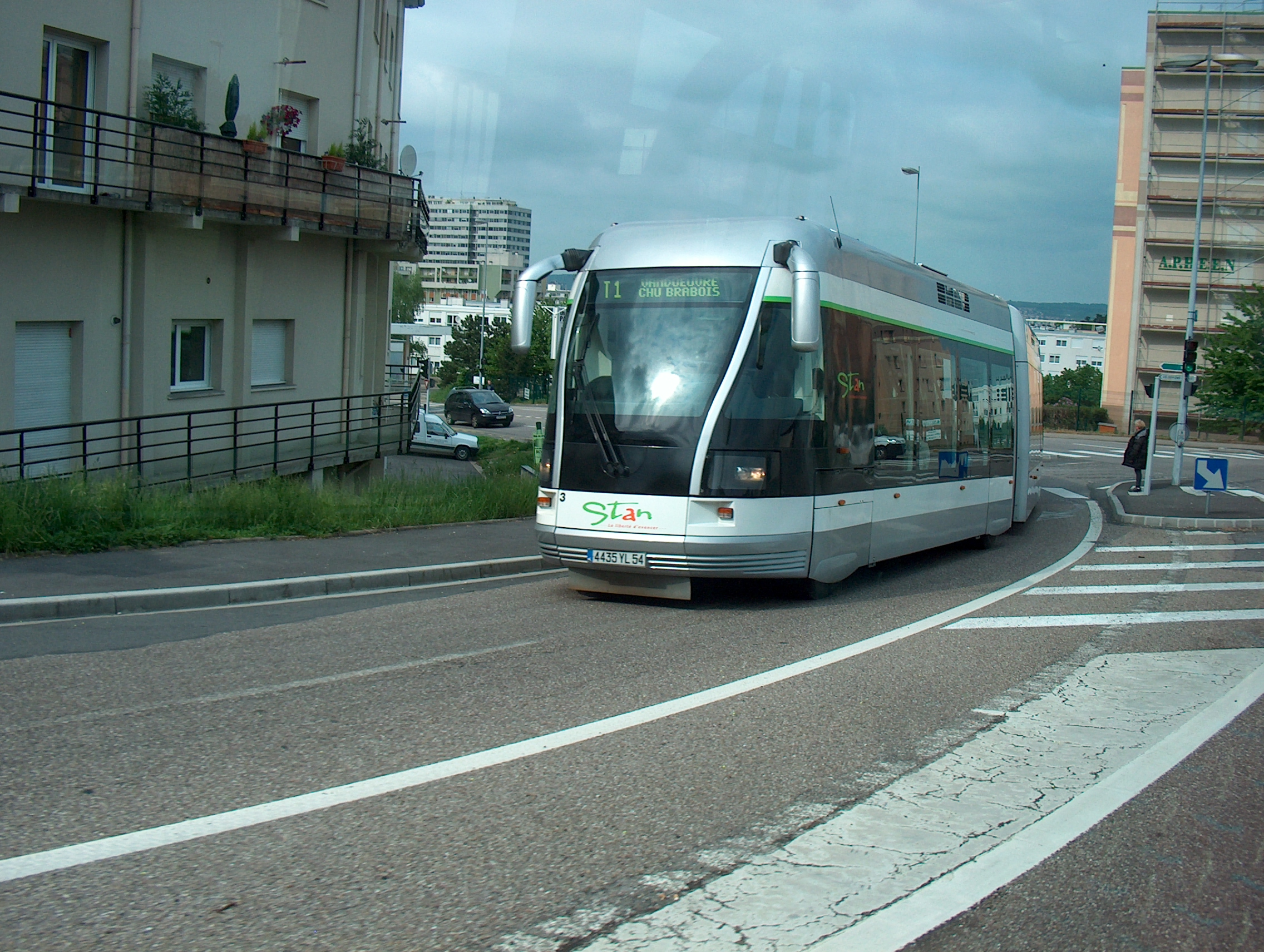
Umleitungsverkehr (mit dem Hilfsantrieb) ohne Oberleitung und Spurführung

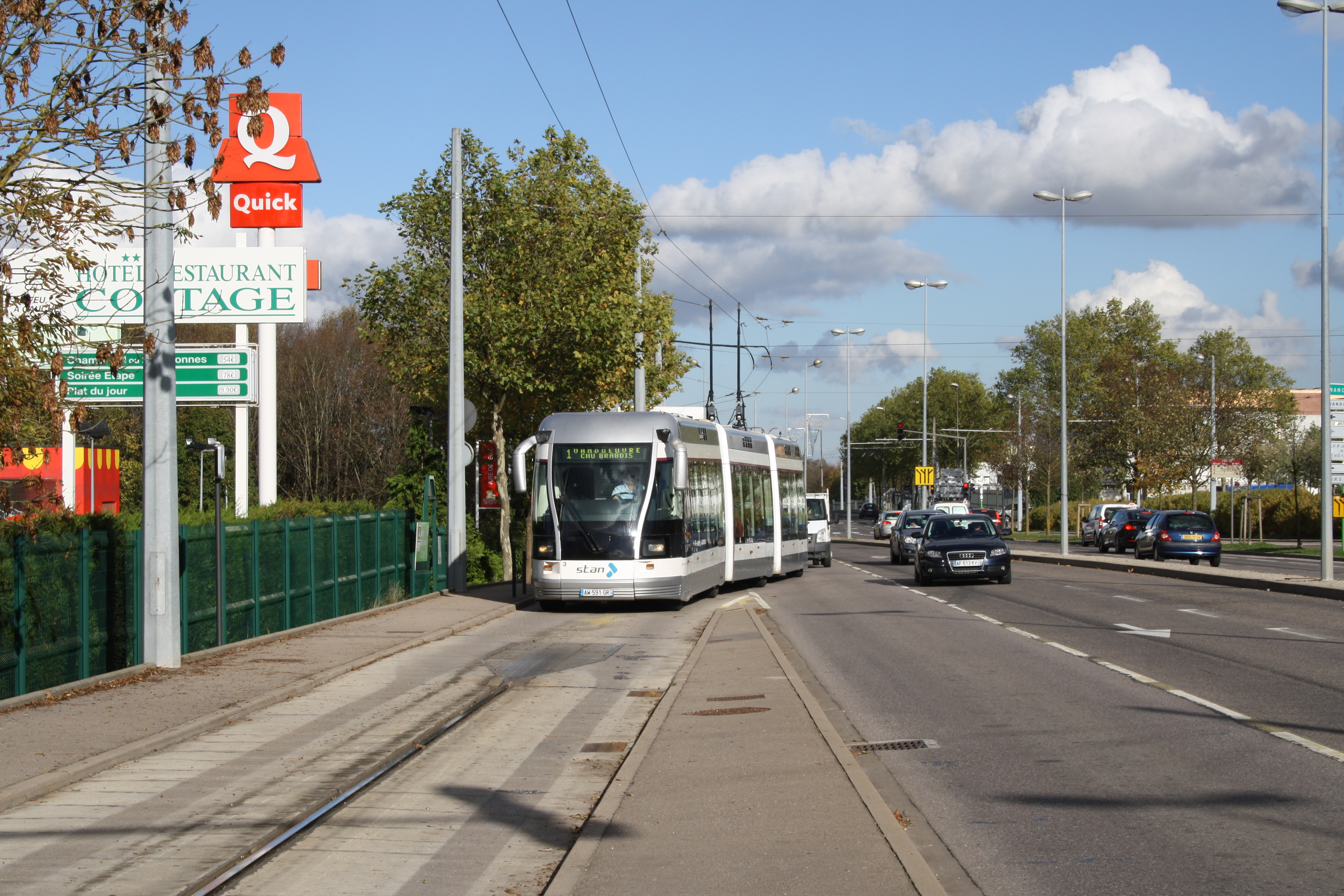
TVR an der Einfädelstelle am Beginn der Endschleife Vandœuvre CHU Brabois

Auf der Steilstrecke zwischen den Stationen Callot und Vandœuvre CHU Brabois sowie zwischen den Haltestellen Gérard Barrois und Essey Roosevelt (stadtauswärts) beziehungsweise Essey Mouzimpré (stadteinwärts) existierte keine Leitschiene. Auf diesen Strecken bewegten sich die Fahrzeuge manuell gelenkt wie konventionelle Oberleitungsbusse. Aus diesem Grund hatten sie eine Straßenverkehrszulassung und besaßen dementsprechend ein Kraftfahrzeugkennzeichen.
Eine zweipolige Oberleitung sorgte für die Stromversorgung, die Stangenstromabnehmer entsprachen denen gewöhnlicher Oberleitungsbusse. Zudem verfügten die Wagen über einen dieselelektrischen Hilfsantrieb. Er wurde bei Umleitungen (bedingt etwa durch Bauarbeiten oder Verkehrsunfälle) und bei den Fahrten von und zum mehr als zwei Kilometer entfernten Depot benötigt, wohin keine Oberleitung führte.
In der Anfangszeit hatte das neue System mit großen technischen Schwierigkeiten zu kämpfen. In den engen S-Kurven am Bahnhof und an anderen Stellen „entgleisten“ Fahrzeuge, was zwei Unfälle mit Verletzten zur Folge hatte. Dies führte dazu, dass der Betrieb des TVR, nach sechs kürzeren Unterbrechungen innerhalb von zwei Monaten, von Mitte März 2001 bis zum 12. März 2002 ein weiteres Mal langfristig unterbrochen wurde, um eine gründliche Aufbesserung vorzunehmen. Danach lief der Verkehr weitgehend reibungslos.

### Rückumstellung auf normale Trolleybusse
Während in Caen das TVR-System Ende 2017 stillgelegt wurde um auf gleicher Strecke eine konventionelle Straßenbahn zu bauen, wurde der TVR in Nancy für weitere zehn Jahre instand gesetzt. Da Bombardier keine TVR mehr anbietet, konnte das System allerdings nicht mehr ausgebaut werden. Die 2013 als „Bus à Haut Niveau de Service (BHNS)“ eingeführte neue Schnelllinie 2 wurde daher mit speziellen Erdgas-Gelenkbussen, einem hohen Anteil an eigenen Fahrspuren und Vorrangschaltung an Ampelanlagen errichtet.
Am 10. Februar 2017 beschloss der Stadtrat, dem Beispiel Caens zu folgen und das System TVR im Jahr 2022 durch eine klassische Straßenbahn zu ersetzen. Hauptgrund war der zu erwartende Mangel an Ersatzteilen für die Fahrzeuge. Im Februar 2019 wurde die Beschaffung von 17 bis 25 Straßenbahntriebwagen ausgeschrieben. Im Februar 2020 gab der Staat mit der Déclaration d’utilité publique „grünes Licht“ für den Bau der Bahn. Der nach den Kommunalwahlen vom Juni 2020 ins Amt gekommene neue Bürgermeister bezweifelt allerdings die Zweckmäßigkeit der Umstellung auf Straßenbahnbetrieb. Die zum 1. Januar 2021 angedachte Einstellung des TVR unterblieb, das System sollte bis Ende 2022 – und bis zu einem endgültigen Beschluss eventuell darüber hinaus – weiterbetrieben werden. Erwogen wurde, als kostengünstigere Alternative, der Ersatz durch Großraum-Oberleitungsbusse.
Am 11. Februar 2021 wurde beschlossen, das Straßenbahnprojekt vorerst nicht weiter zu verfolgen. Am 6. Januar 2022 wurde die Bestellung von 25 Doppelgelenk-Oberleitungsbussen bei Carrosserie Hess bekanntgegeben. Der spurgeführte Betrieb wurde am 12. März 2023 eingestellt, danach verkehrten zunächst ausschließlich herkömmliche Omnibusse in Nancy. Die Betriebseinstellung erfolgte, um die Haltestellenbereiche auf den zukünftigen Betrieb von 6,0 auf 6,5 Meter Fahrbahnbreite auszubauen. Im März 2024 wurden die ersten Doppelgelenk-Oberleitungsbusse ausgeliefert und die ersten drei der dreiteiligen, nicht mehr spurgeführten Fahrzeuge vom Typ Hess LighTram 25DC gingen im Oktober 2024 in den Testbetrieb.
Der reguläre Fahrgastbetrieb begann am 5. April 2025. Noch drei, zusammen etwa sieben Kilometer lange Abschnitte sind mit einer Oberleitung überspannt. Die übrige Strecke wird im Batteriebetrieb zurückgelegt. Der Umbau kostete unter 50 Millionen Euro, die 25 Doppelgelenkbusse weitere 35 Millionen Euro.
Eine Straßenbahn erscheint frühestens deutlich nach 2030 realistisch.

## Fahrzeuge
Zu Zeiten des Duo-Bus-Betriebs standen 48 Gelenkwagen des Typs Renault PER 180 H zur Verfügung, sie trugen die Betriebsnummern 603 bis 650.

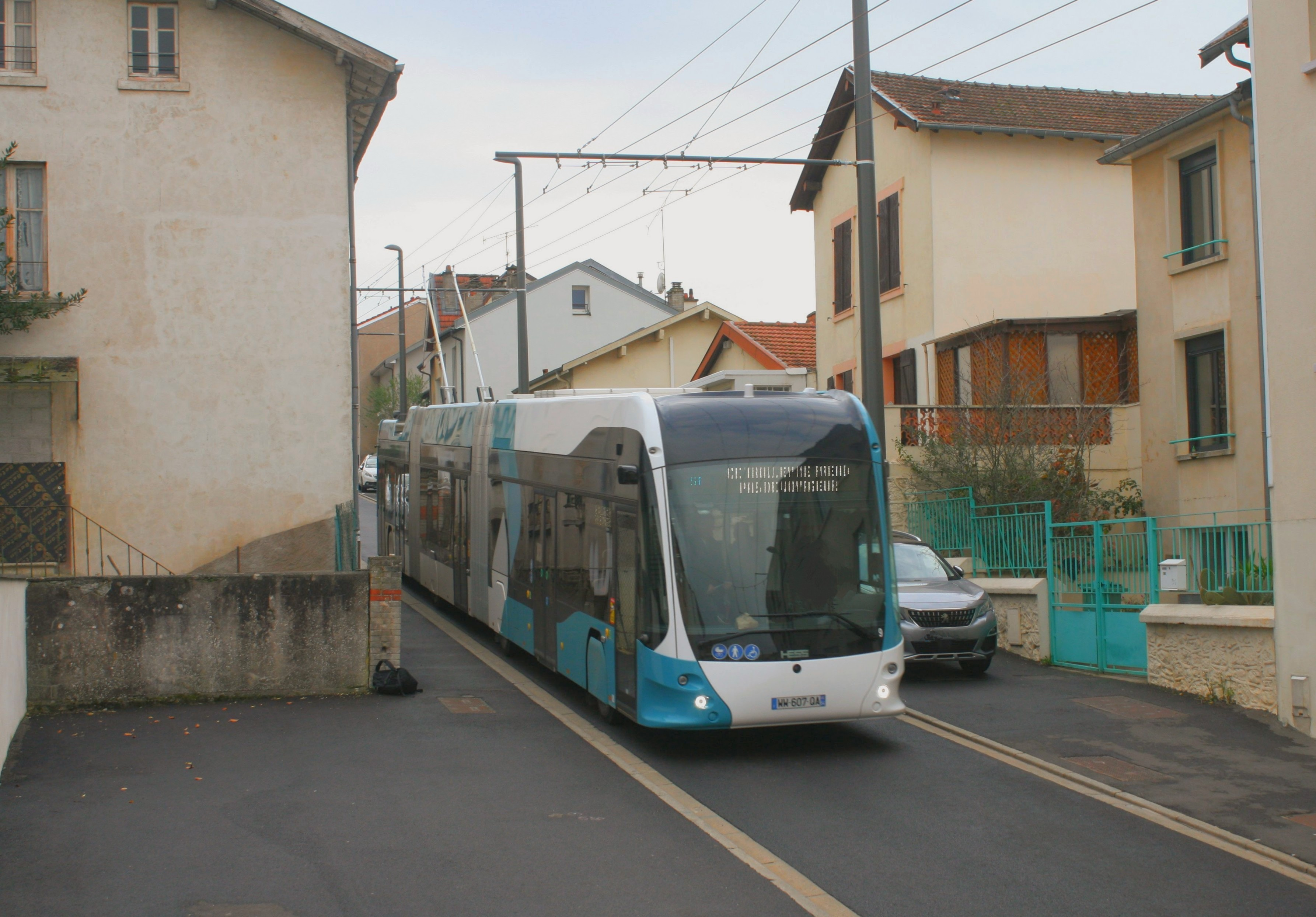
Hess LighTram 25DC in der Avenue Jean Jaurès

Die von 2000 bis 2023 verwendeten dreiteiligen Doppelgelenkfahrzeuge, aufgrund der Ausrichtung auf den französischen Markt als TVR (Transport sur Voie Réservée) bezeichnet, wurden von Bombardier Transportation geliefert. Es handelte sich um 24,50 Meter lange und 2,50 Meter breite Einrichtungsfahrzeuge mit 40 Sitzplätzen und bis zu 138 Stehplätzen, in Summe 178 Passagiere. Sie wurden von Asynchronmotoren mit einer Leistung von 300 Kilowatt von Alstom angetrieben, die eine Höchstgeschwindigkeit von 70 km/h ermöglichten. Ein Hilfsdieselmotor für autonome Fahrten leistete maximal 200 Kilowatt. Insgesamt waren 25 Einheiten im Einsatz, sie waren von 1 bis 25 durchnummeriert. Ein belgischer Privatmann erwarb das Fahrzeug Nr. 20 und bewahrte es vor der Verschrottung.
Die im Januar 2022 bestellten und ab Frühjahr 2024 ausgelieferten 25 neuen, nicht mehr spurgeführten Fahrzeuge des Typs Hess LighTram 25DC gingen nach der Lieferung und Montage neuer Oberleitungen mit drei Fahrzeugen am 16. Oktober 2024 in den Probebetrieb. Sie sind 24,7 Meter lang und 2,55 Meter breit und bieten bei 6 Passagieren pro Quadratmeter Stellfläche insgesamt 220 Passagieren Platz. Sie werden auf den Achsen 2 und 3 angetrieben, die erste und vierte Achse sind lenkbar, sodass der Wendekreis mit rund 30 Metern vergleichbar ist mit einem zweiteiligen Gelenkbus. Die Busse sind voll niederflurig und klimatisiert.

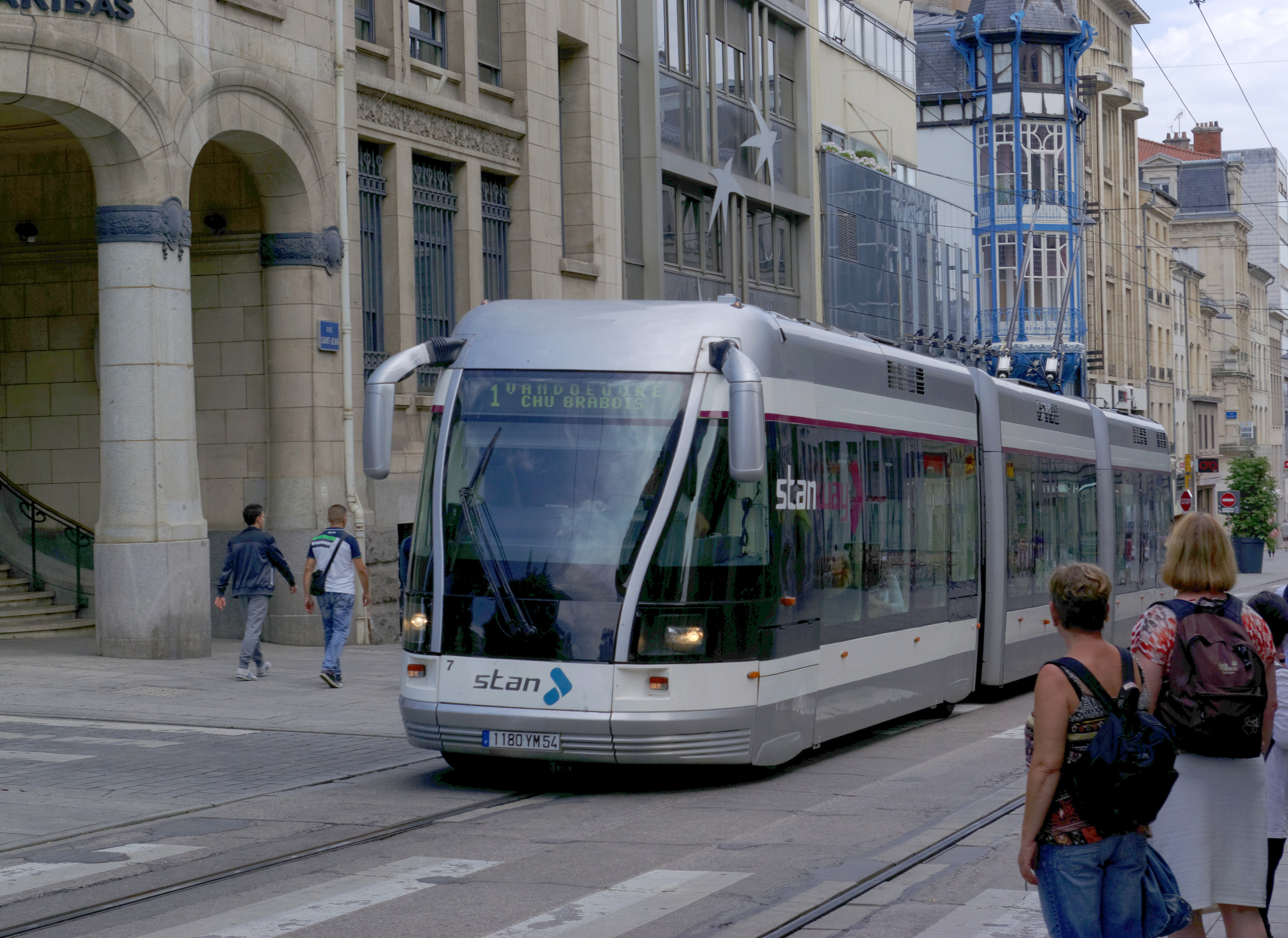
TVR der Linie 1 im Stadtzentrum: Abschnitt mit Oberleitung und Spurführung
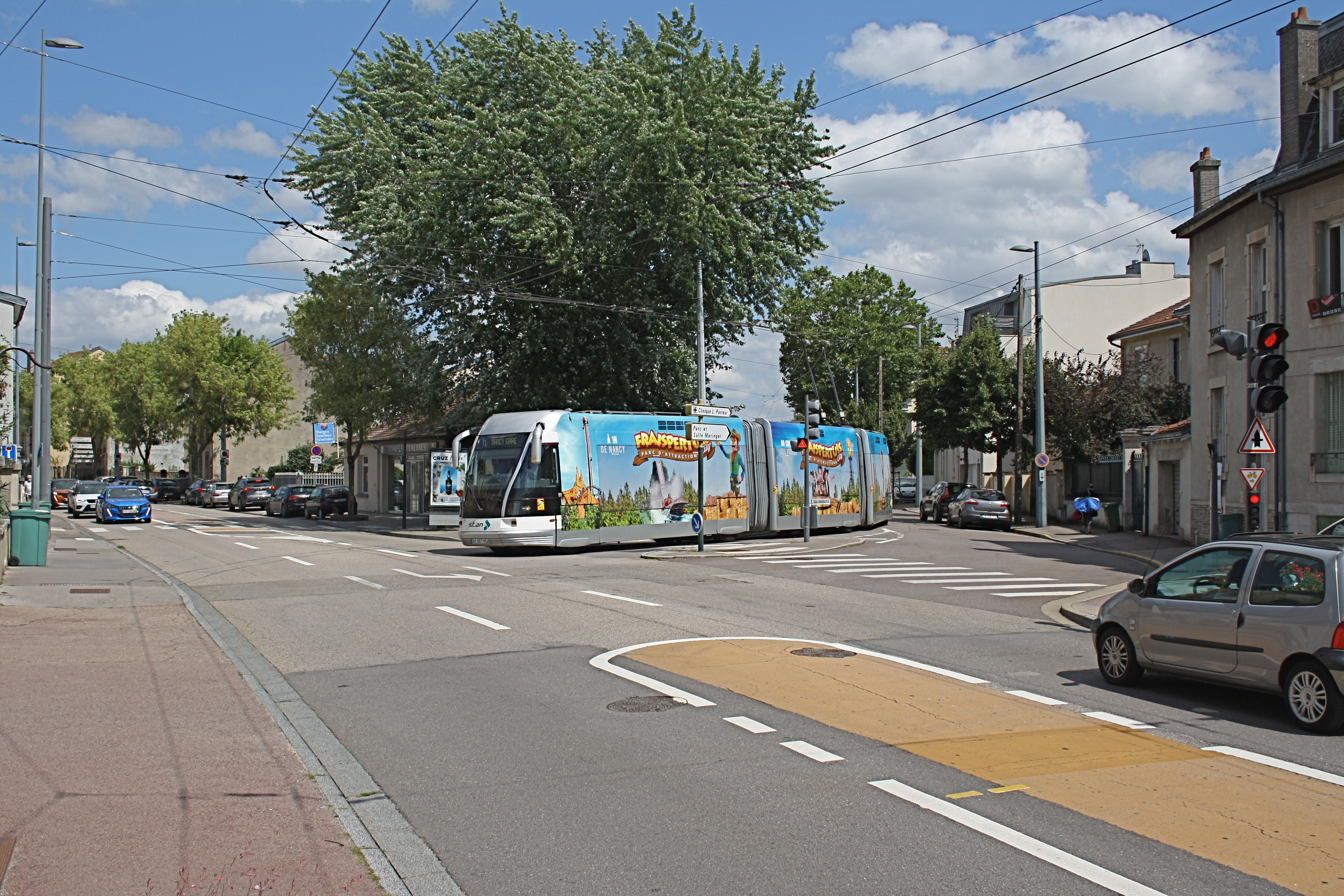
TVR mit Ganzreklame in Essey-lès-Nancy
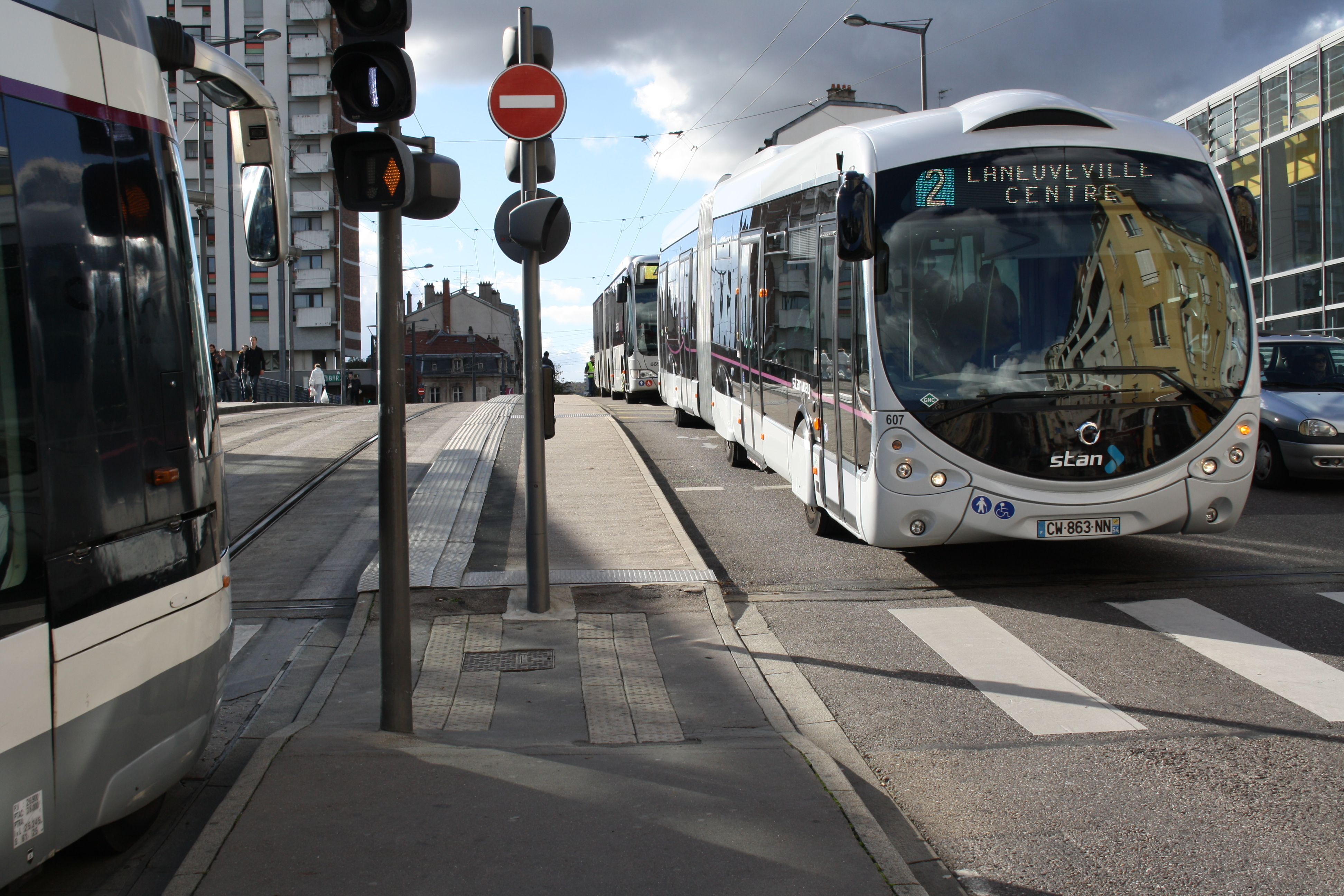
Begegnung von TVR und BHNS auf der Brücke der Avenue Foch über den Bahnhof
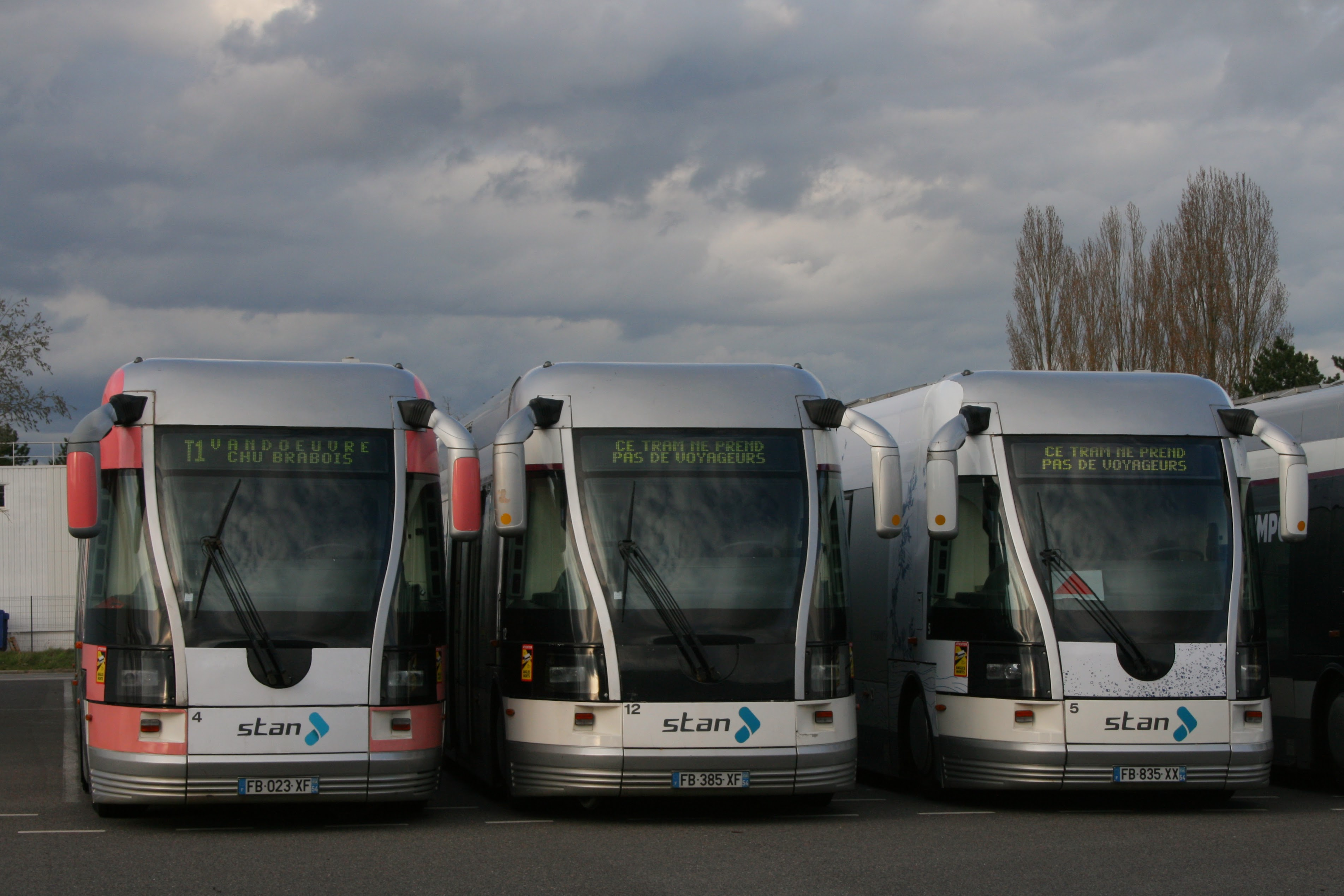
Abgestellte Nancy-TVR vor ihrer Verschrottung